# Wallace Bosco
Wallace Bosco (1880–1973) foi um ator e roteirista britânico da era do cinema mudo.

## Filmografia selecionada
- Won by a Head (1920)
- Saved from the Sea (1920)
- Rob Roy (1922)
- The School for Scandal (1923)
- The Fair Maid of Perth (1923)
- The Kensington Mystery (1924)
- Old Bill Through the Ages (1924)
- Quinneys (1927)
- Balaclava (1928)
- Mademoiselle Parley Voo (1928)
- Sailors Don't Care (1928)
- The Man Who Changed His Name (1928)
- The Valley of Ghosts (1928)
- The Dizzy Limit (1930)
- The School for Scandal (1930)
- The Wickham Mystery (1931)
- Dangerous Seas (1931)
- Boots! Boots! (1934)
- Royal Cavalcade (1935)
- The Ghost Train (1941)
- Time Flies (1944)
- A Canterbury Tale (1944)
- Two Thousand Women (1944)
- Brief Encounter (1945)
- The Blind Goddess (1948)
- Richard III (1955)